# LM Ericssons fabriker, Tulegatan

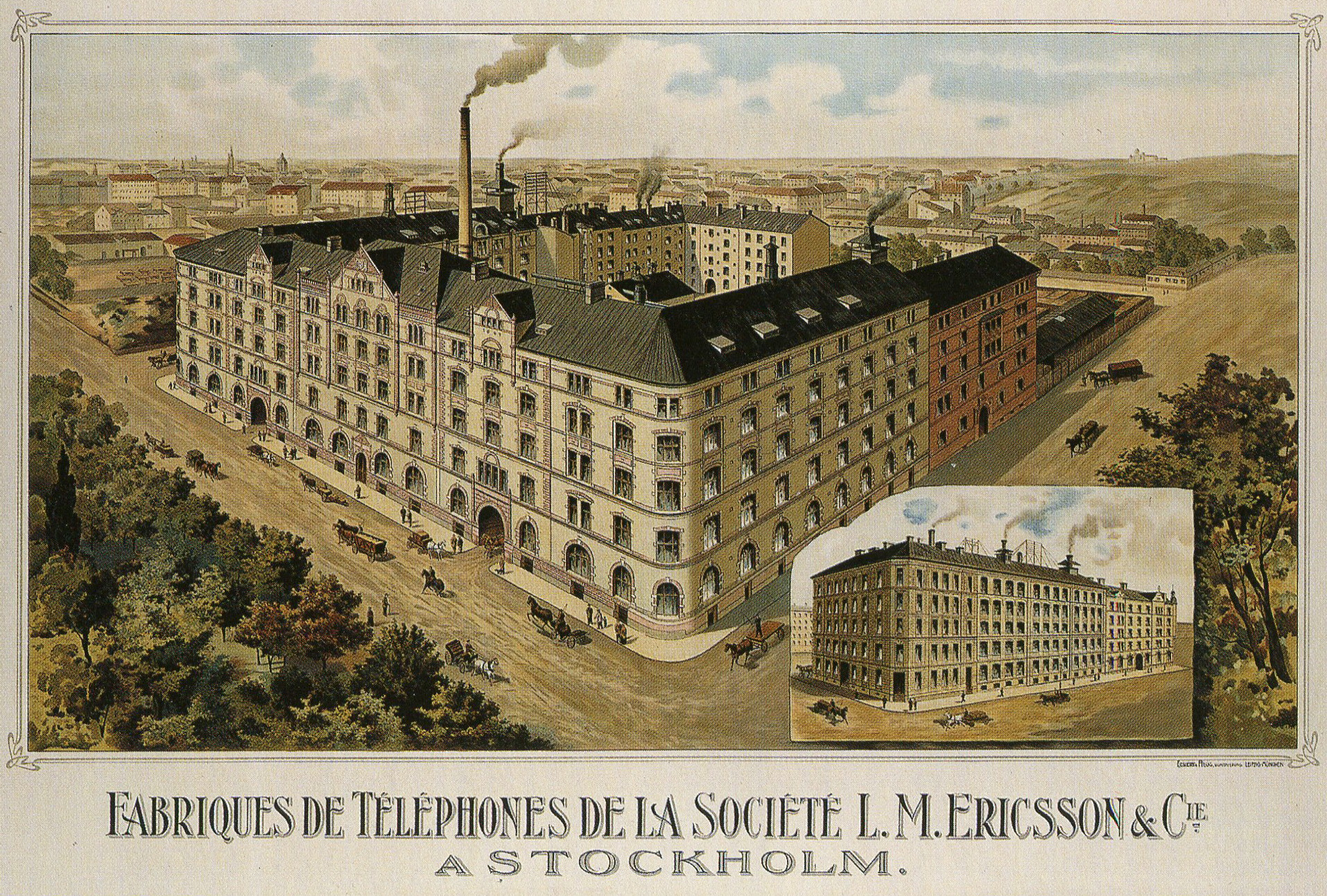
LM Ericssons båda fabriker vid Tulegatan 15-19 och Tulegatan 5 (infällda bilden) på en illustration från 1890-talet. Kvarteret "Taktäckaren" är inte fullbyggd än.

LM Ericssons fabriker vid Tulegatan var telefonföretaget LM Ericssons första stora produktionsanläggning i Stockholm. Huvudanläggningen som innehöll kontor och verkstäder började byggas år 1896 för LM Ericssons behov i kvarteret Taktäckaren vid Tulegatan och utökades i flera omgångar fram till 1915. Även i grannkvarteren Hälsan och Grundläggaren fanns företagets verkstads- och lagerlokaler. Ända till 1939 hade Ericsson här sin huvudsakliga tillverkning för att därefter flytta verksamheten till  LM Ericsson-byggnaden vid Telefonplan i Midsommarkransen. Enligt Stockholms stadsmuseum är anläggningen av särskilt industri- och  arkitekturhistoriskt intresse. Den här artikeln handlar huvudsakligen om LME:s byggnader i kvarteret Taktäckaren.

## Kvarteren
Taktäckaren och Grundläggaren hör till samma kategori av yrkesrelaterade kvartersnamn som Muraren, Målaren, Apotekaren och Smeden, som återfinns i grannskapet. De hör till de ursprungliga "yrkeskvarteren" Snickaren, Stohlmakaren och Dragaren som redovisades på Petrus Tillaeus Stockholmskarta från 1733. Vid den tiden var Norrmalm stadsplanelagd ungefär till Surbrunnsgatan i norr, dock med större kvartersindelning. Områdena norr därom reglerades först i och med Lindhagenplanen under slutet av 1800-talet och då fick kvarteren sin nuvarande utformning och sina nuvarande namn. År 1882 uppfördes det första hörnhuset i kvarteret Tacktäckaren som följde de nya gatulinjerna. Taktäckaren omges av Tulegatan i öst, Kungstensgatan i syd, Döbelnsgatan i väst och Rehnsgatan i norr.

## Historik

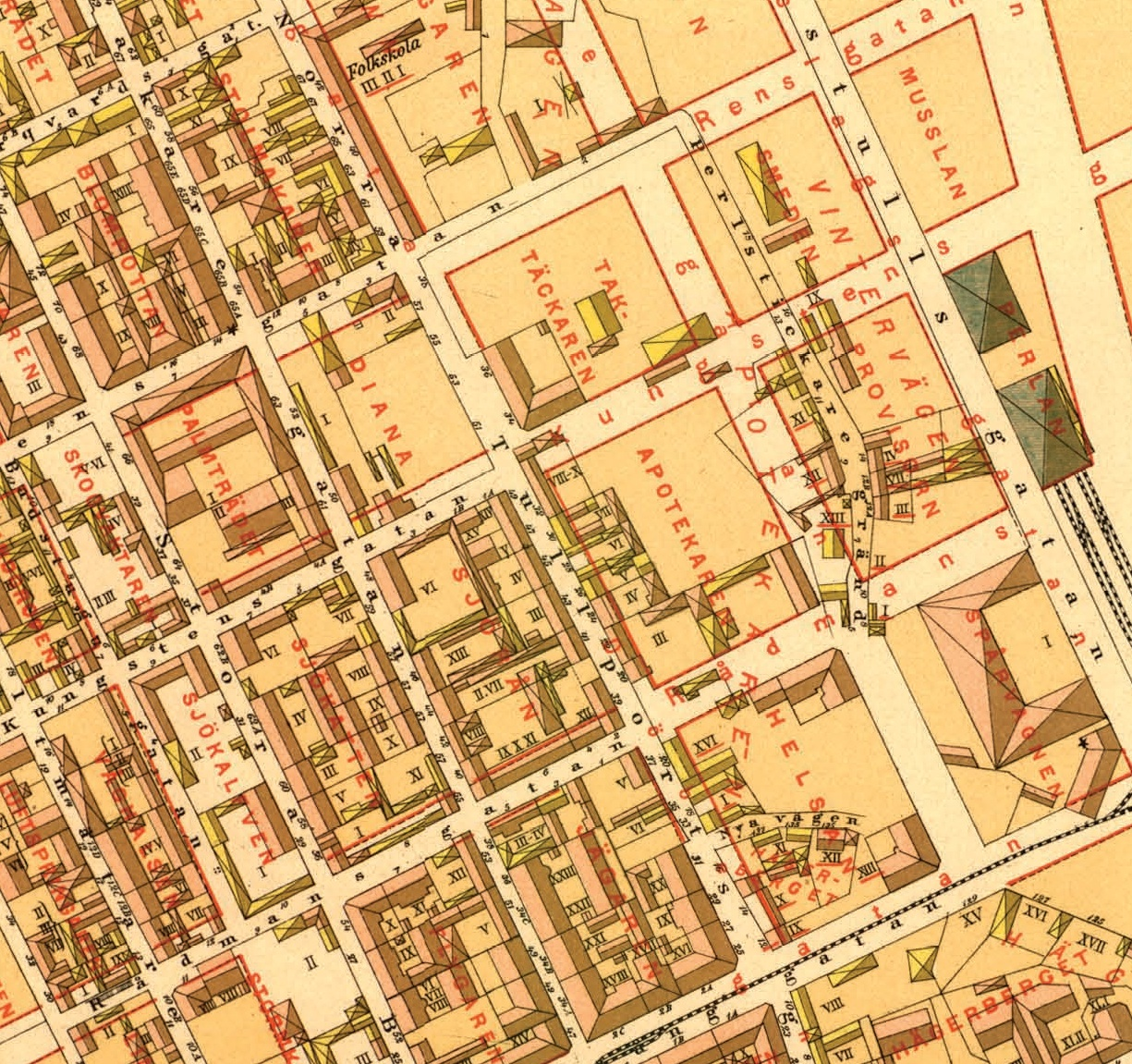
Kvarteren "Taktäckaren", "Hälsan" m.fl. på Lundgrens karta från 1885.

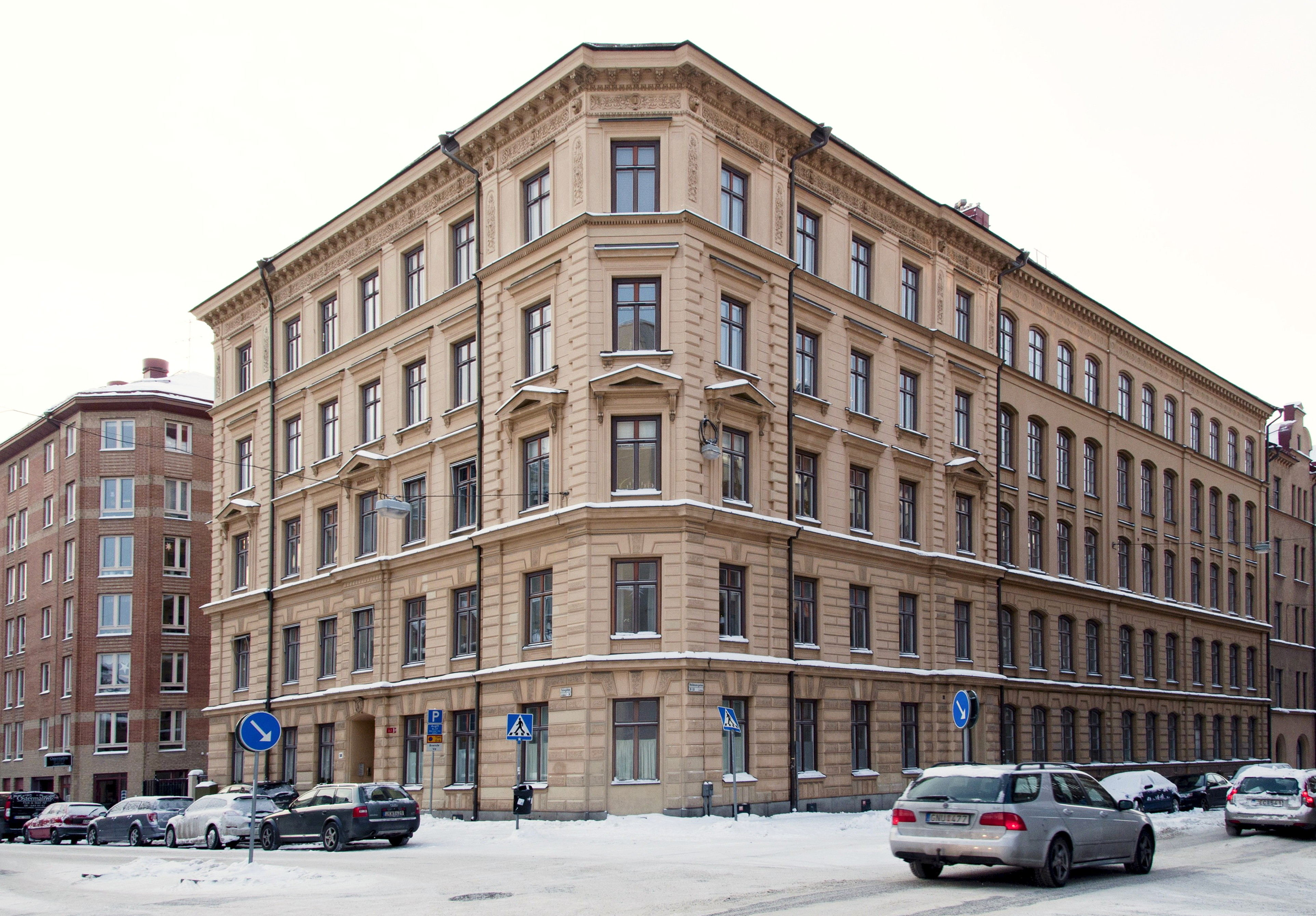
LM Ericssons verkstäder i kvarteret "Hälsan", Tulegatan 5 / Rådmansgatan 31 byggnadsår 1884.

LM Ericssons första lilla verkstad låg vid Drottninggatan 15 med ingång från bakgården. Företaget växte snabb och verksamheten flyttade ett flertal gånger till olika adresser runtom  i Stockholm. Till följd av stigande efterfråga på företagets produkter etablerade man sig år 1884 i ett nybyggt hus (arkitekt Gustaf Sjöberg) i kvarteret Hälsan vid Tulegatan 5, som då räknades till stadens utkanter. Då hade Ericsson 94 anställda. 1890–1891 uppfördes ytterligare en industribyggnad i kvarteret, med putsade fasader och bärande konstruktion av gjutjärn, efter ritningar av Wilhelm Klemming.
År 1895 förvärvades några fastigheter i det till fabriken närbelägna kvarteret Taktäckaren vid Tulegatan 15-19, då hade företaget 500 medarbetare som producerade 17 237 telefonapparater och året därpå producerade 700 medarbetare 25 580 apparater, varav 85 procent gick på export. Dessutom tillverkades telefonväxlar, telegrafer och olika telefoninstrument. Företagets expansion var explosionsartad och nya, större lokaler behövdes omgående. Mot Tulegatan uppfördes därför under åren 1896 till 1897 nya fabriksbyggnader av byggmästaren Lars Östlihn efter ritningar av den mycket produktive arkitekten Johan Laurentz. Samma år (1896) ombildades företaget till aktiebolag under namnet LM Ericsson & Co med kapital på en miljon kronor. Företagsledningen flyttade in i Tulegatan nr 17.
En utvidgning av anläggningen ägde rum 1906, då hade arbetsstyrkan vuxit till 1 454 personer och ytterligare hus och mark inköptes i kvarteret av LM Ericsson & Co, som då var en av Stockholms största arbetsplatser. Hus III och VI (mot Döbelnsgatan/Kungstensgatan) var två tidigare bostadshus som ombyggdes till fabriksbyggnad, medan i hörnet Döbelnsgatan/Rehnsgatan uppfördes ett nytt verkstadshus. Så småningom upptogs hela kvarteret inklusive en gårdsbyggnad av telefonfabrikens verksamhet. Den sista utökningen färdigställdes år 1915, då tillkom gårdshuset enligt Nils Cronholms ritningar.
Åren 1925 till 1926 lät L.M. Ericsson uppföra en mindre industrianläggning  i kvarteret Grundläggaren,  Döbelnsgatan 38 A / Rehnsgatan 14 ritad av Frej Klemming. Anläggningen som är riven idag bestod av ett gathus i två våningar med kringbyggd och överbyggd gård. Byggnaden inrymde stora hallar för lager och verkstad.

### Historiska bilder

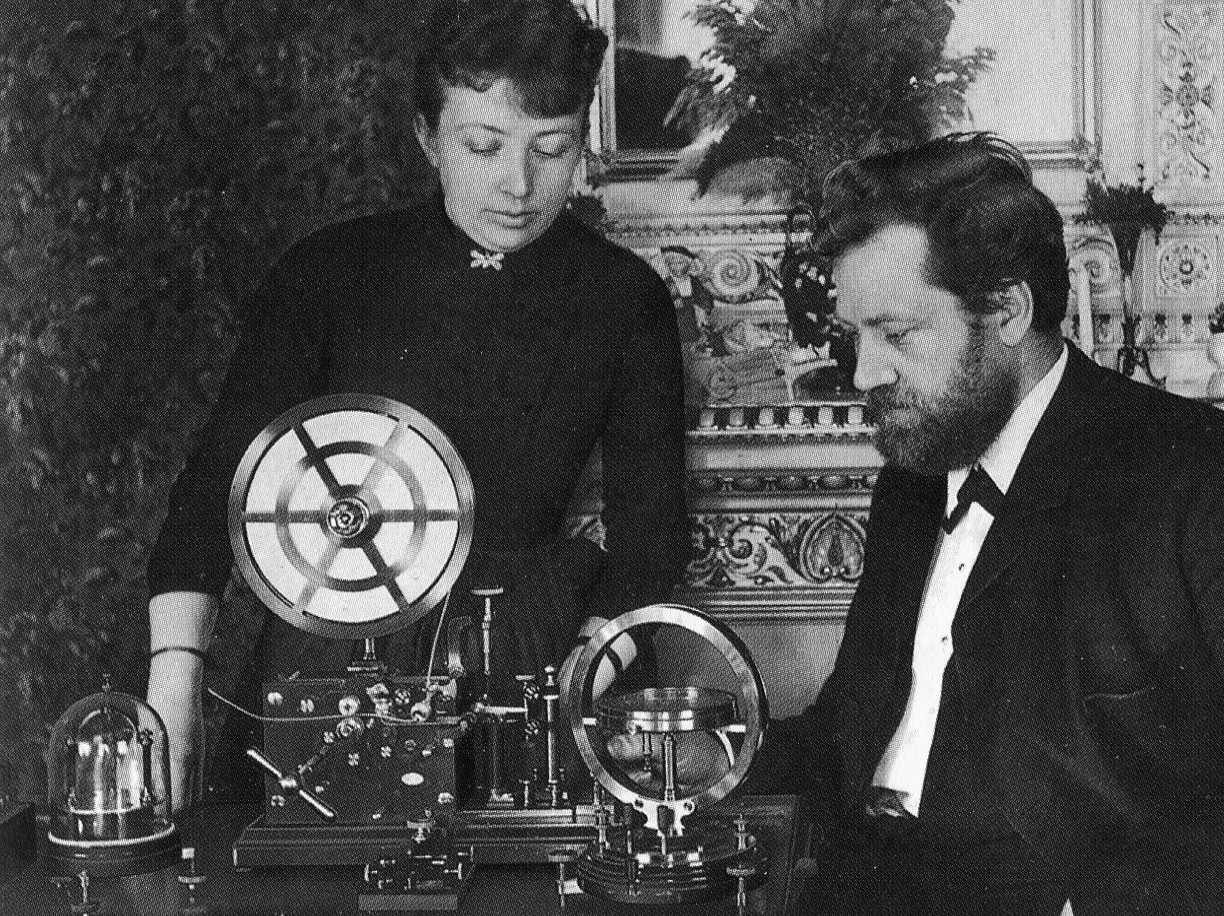
Lars Magnus Ericsson och Hilda Ericsson 1895
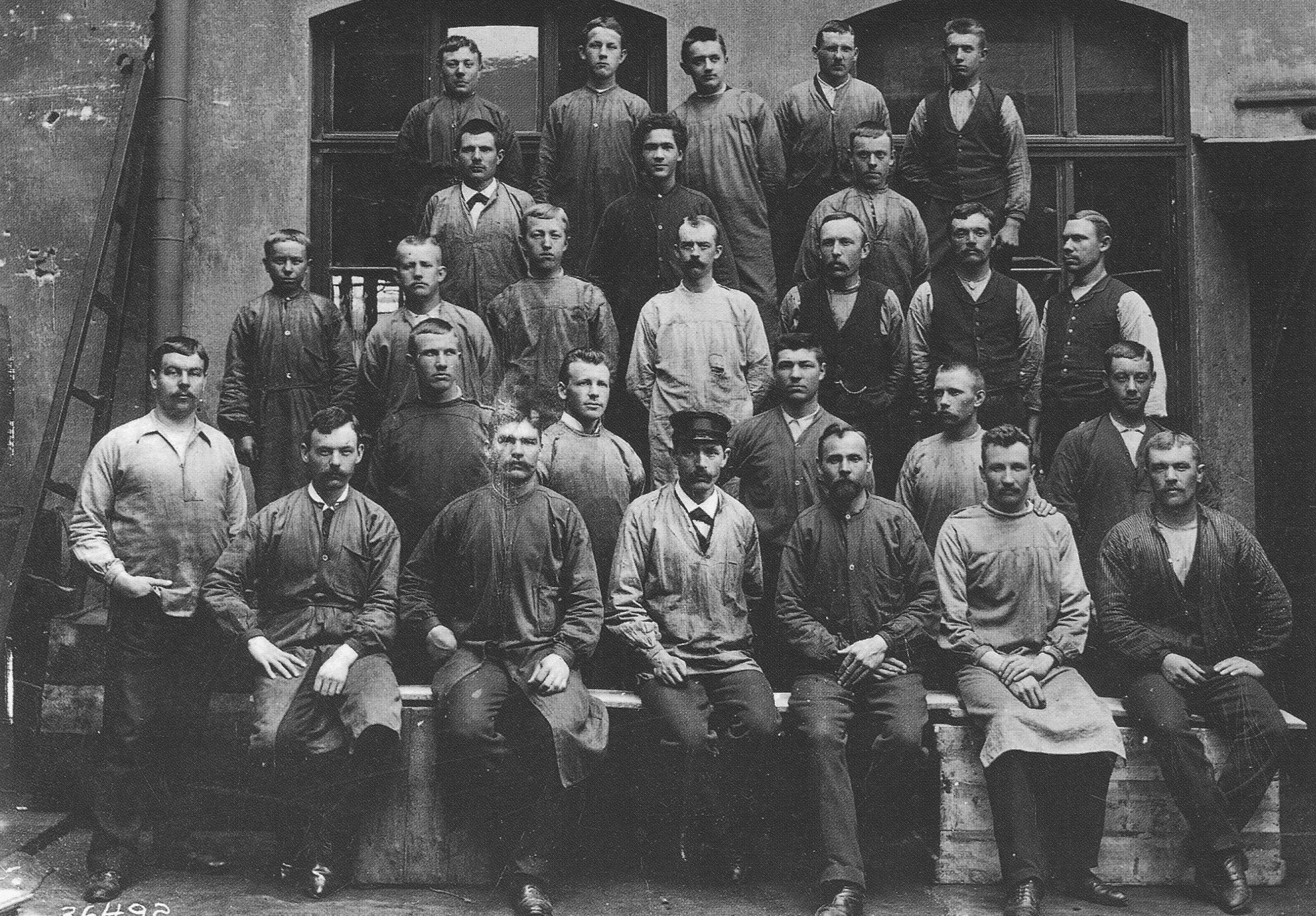
Del av LME:s manliga personal 1896
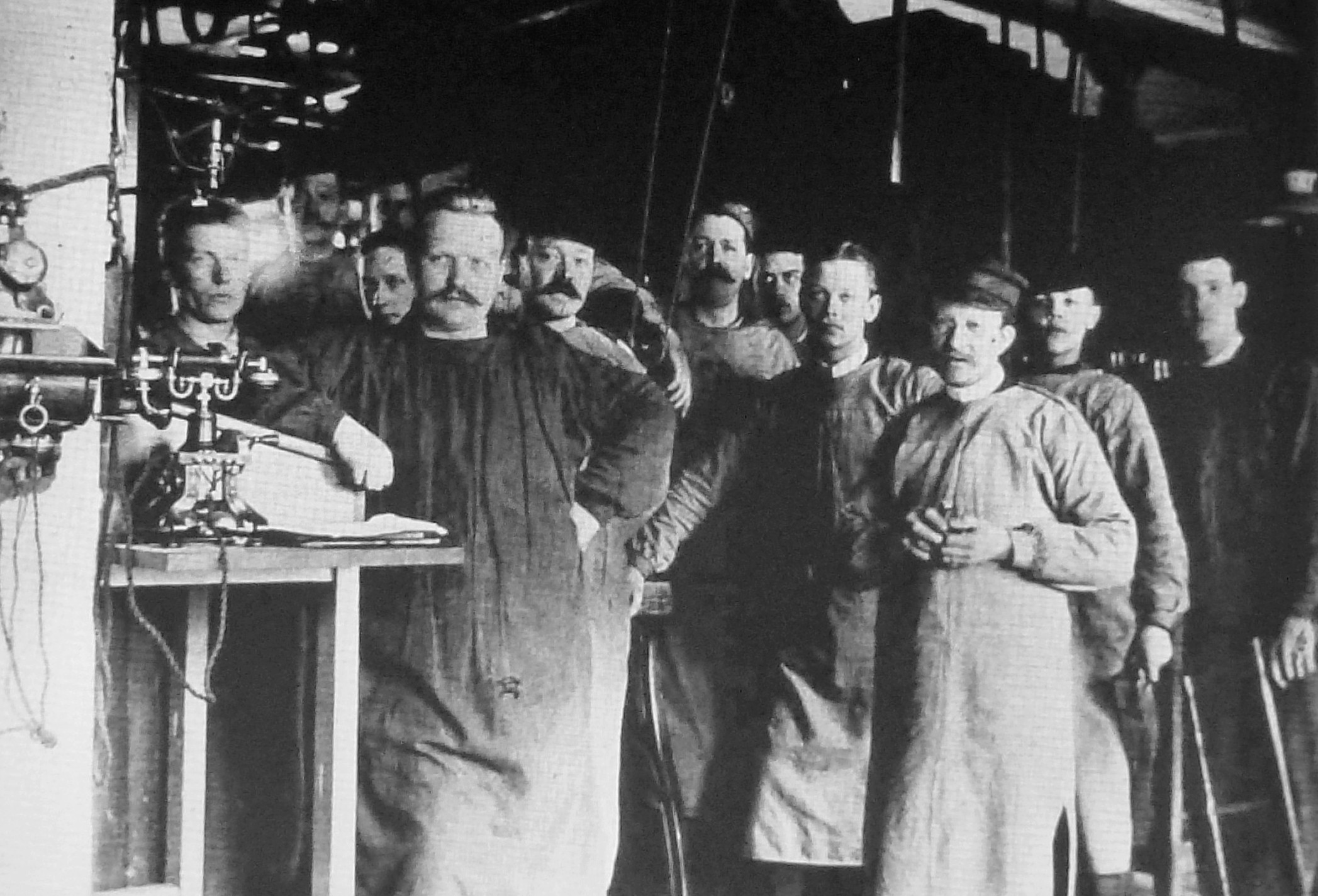
Del av LME:s manliga personal 1898
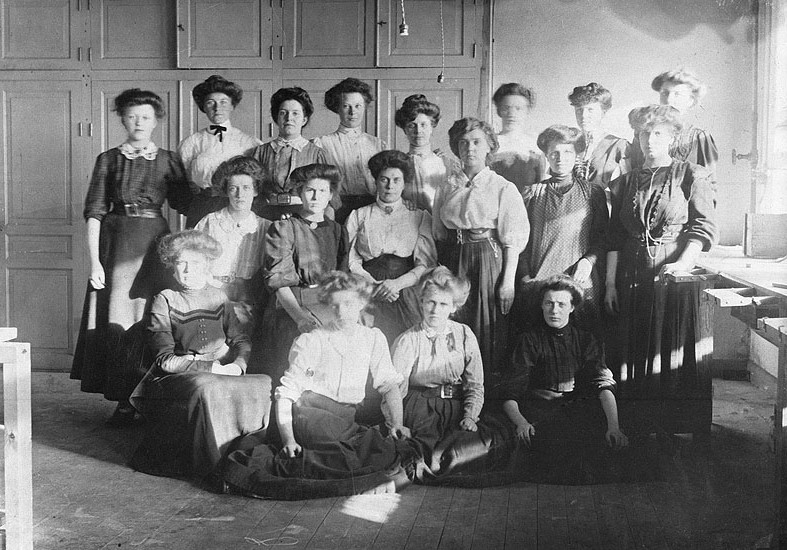
Del av LME:s kvinnliga personal 1910

## Byggnader i kvarteret Taktäckaren
Byggnadsdelen mot Tulegatan skulle utgöra anläggningens huvudbyggnad. Johan Laurentz gav fasaden en enhetlig komposition med frontonpryda mitt- och sidopartier, mjukt rundade hushörn och sandstensutsmyckade välvda fönster. De rundbågiga fönstren och portöppningar i bottenvåningen påminner om influenser från USA, speciellt amerikanen Henry Hobson Richardsons kraftfulla arkitektur. Två stora portaler leder in till bakgården, däremellan anordnades den pampiga huvudentrén. Fasaden förändrades på 1940-talet och har idag ett enklare utseende, bland annat finns inte frontonerna kvar. 
Företagsledningens sammanträdesrum inreddes 1901–1903 och hade en takhöjd motsvarande två våningar och smyckades med helboaserade, pilasterindelade väggar, sidentapeter och stuckaturer med teletekniska motiv. Som exempel på detta kan nämnas stucktakets motiv - puttis som flyger runt med telefonsladdar och telefonlurar.  Efter 1918 fungerade rummet som avlöningskontor och verkstadsutrymme. 1930 iordningställdes det till ett museum för att firmans egen personal skulle kunna studera olika apparaters utveckling. Minnesrummet med tillhörande telehistoriska samlingar donerades till Stockholms stad 1940 och har förvaltats av Stockholms stadsmuseum sedan 1943. Inredningen flyttades 1976 som "LM Ericssons minnesrum" till Tekniska museet, där det kan ses i sitt ursprungliga skick.
| LME:s fabrik, huvudfasad mot Tulegatan. Fasadritning och fasadperspektiv av Johan Laurentz, 1896 |  | LME:s fabrik, huvudfasad mot Tulegatan. Fasadritning och fasadperspektiv av Johan Laurentz, 1896 |
| LME:s fabrik, huvudfasad mot Tulegatan. Fasadritning och fasadperspektiv av Johan Laurentz, 1896 |  |                                                                                                  |

Huskroppen mot Rehnsgatan/Döbelnsgatan (klart 1906) hade ritats av arkitekt Björn Harald Svensson. Han gestaltade fasaden enklade med gult tegel och naturstensklädd bottenvåning samt tegelklädda bärande murpelare. Bjälklags- och pelarkonstruktionen utfördes i armerad betong av Skånska Cementgjuteriet. Mellan 1913 och 1915 tillkom den sista husvolymen, fabrikslokalen på gården, ritad av Nils Cronholm i tidig funktionalistisk stil. Fabrikslokalerna fick stora, spröjsade fönster och tillverkningslokalerna utformades som öppna salar med gjutjärns- respektive betongpelare, arbetsbänkar vid fönstren och stora fria ytor för alla moment i tillverkningen. De ombyggda bostadshusen från 1882 respektive 1890 behöll sina putsade fasader. Först 1919 inreddes omklädnadsrum i några mindre tillbyggnader på gården.

### Byggnader, nutida bilder

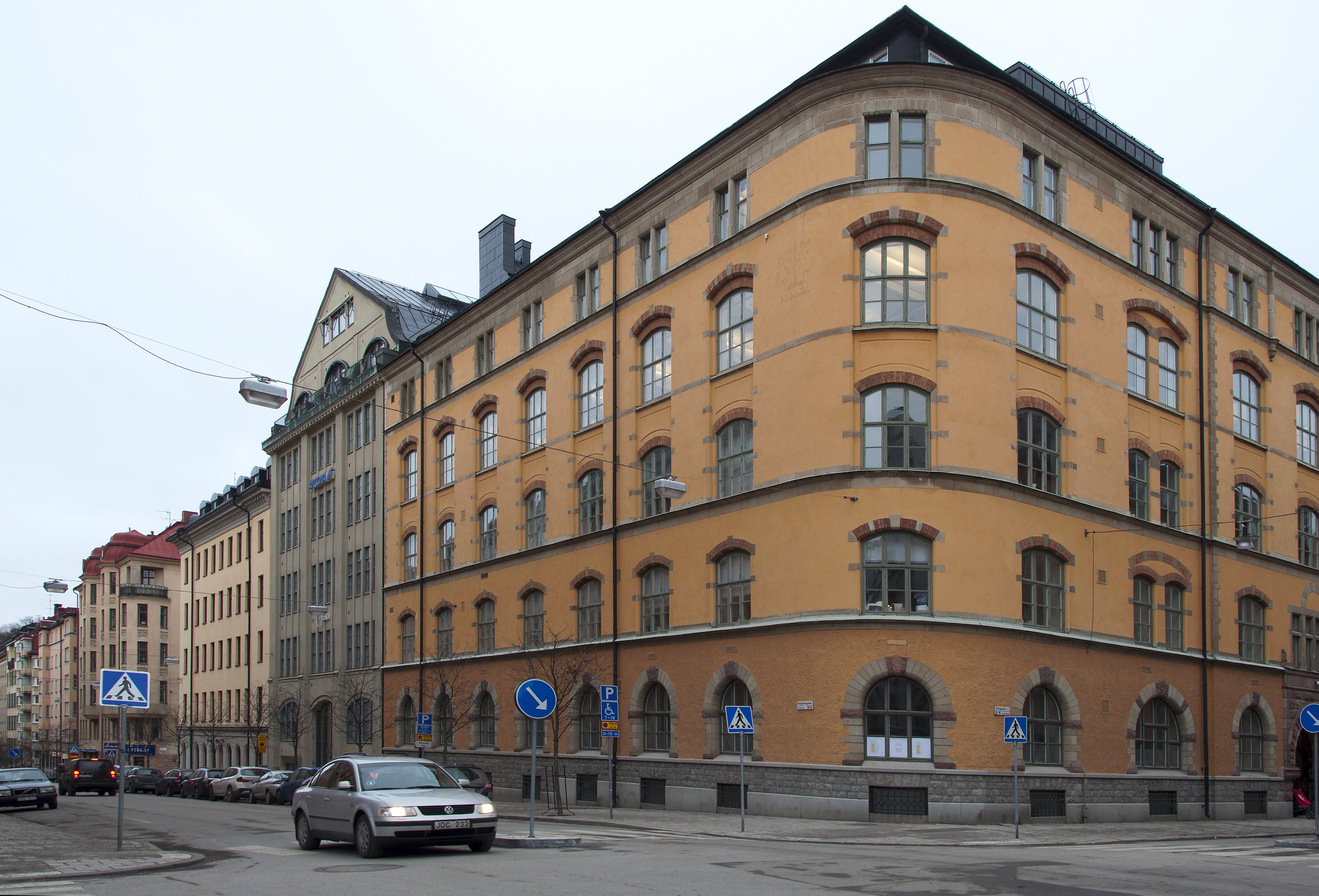
Fastigheten Taltäckaren vy  Tulegatan/Kungstensgatan
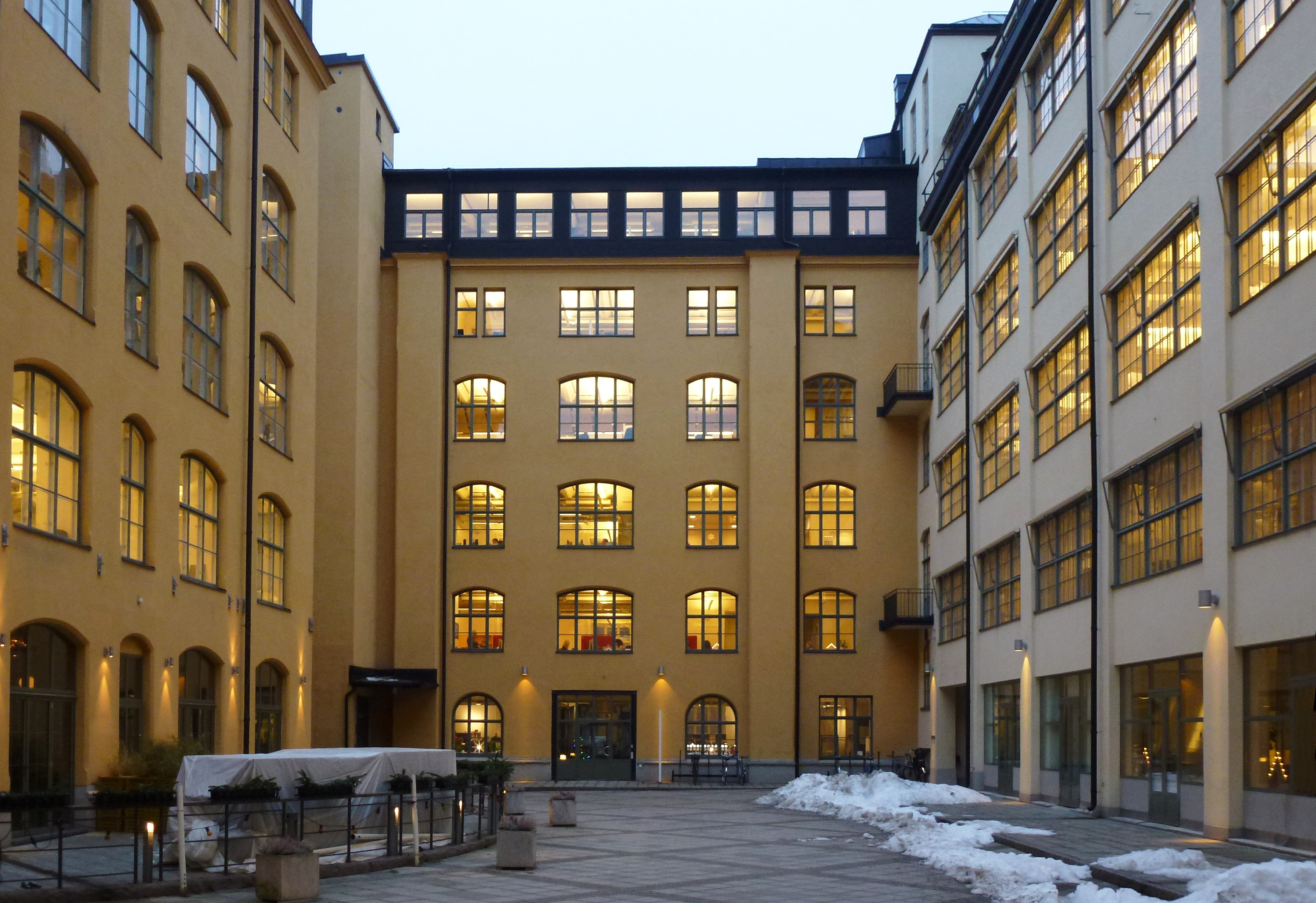
Gårdsfasaderna
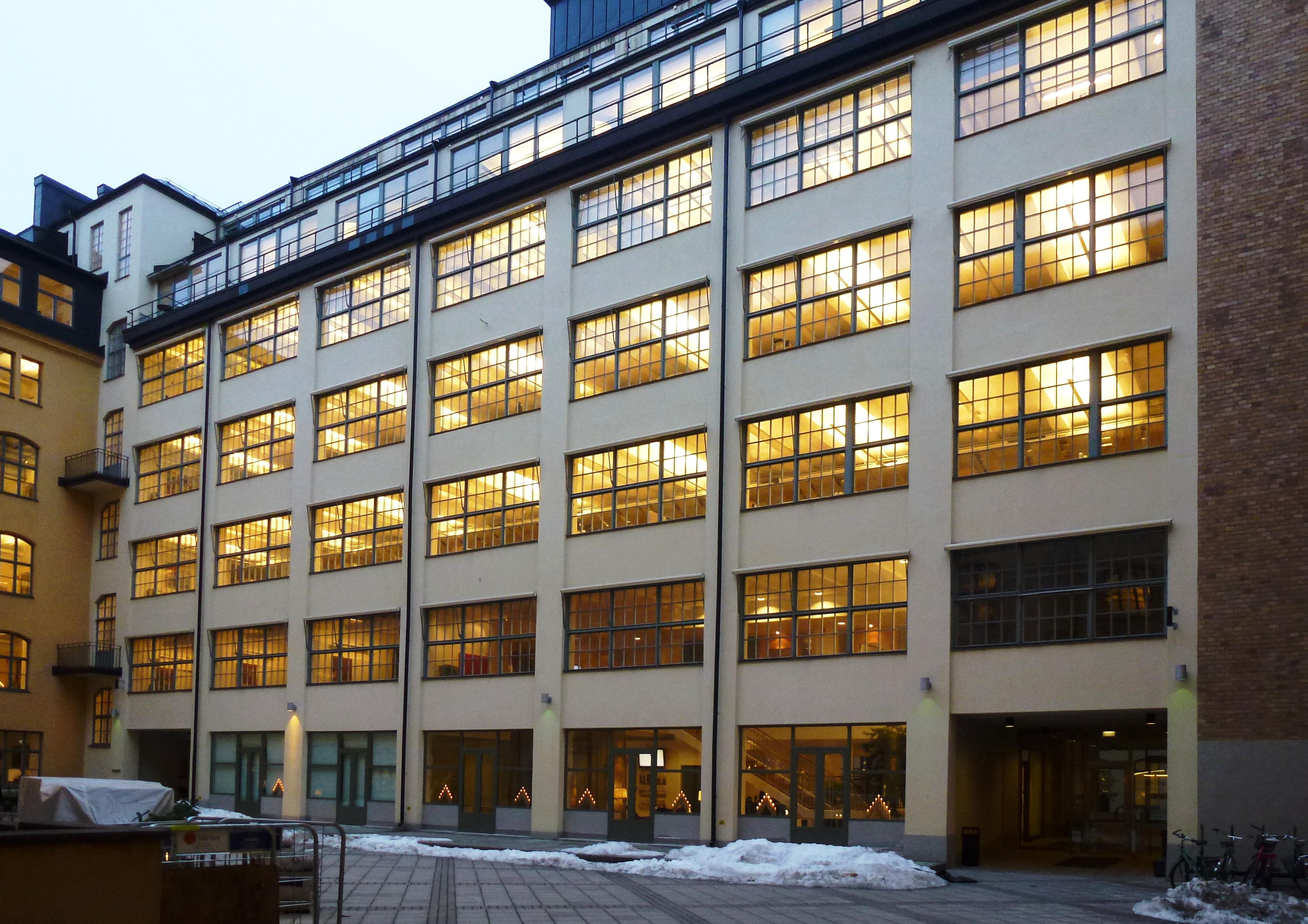
Gårdsbyggnaden
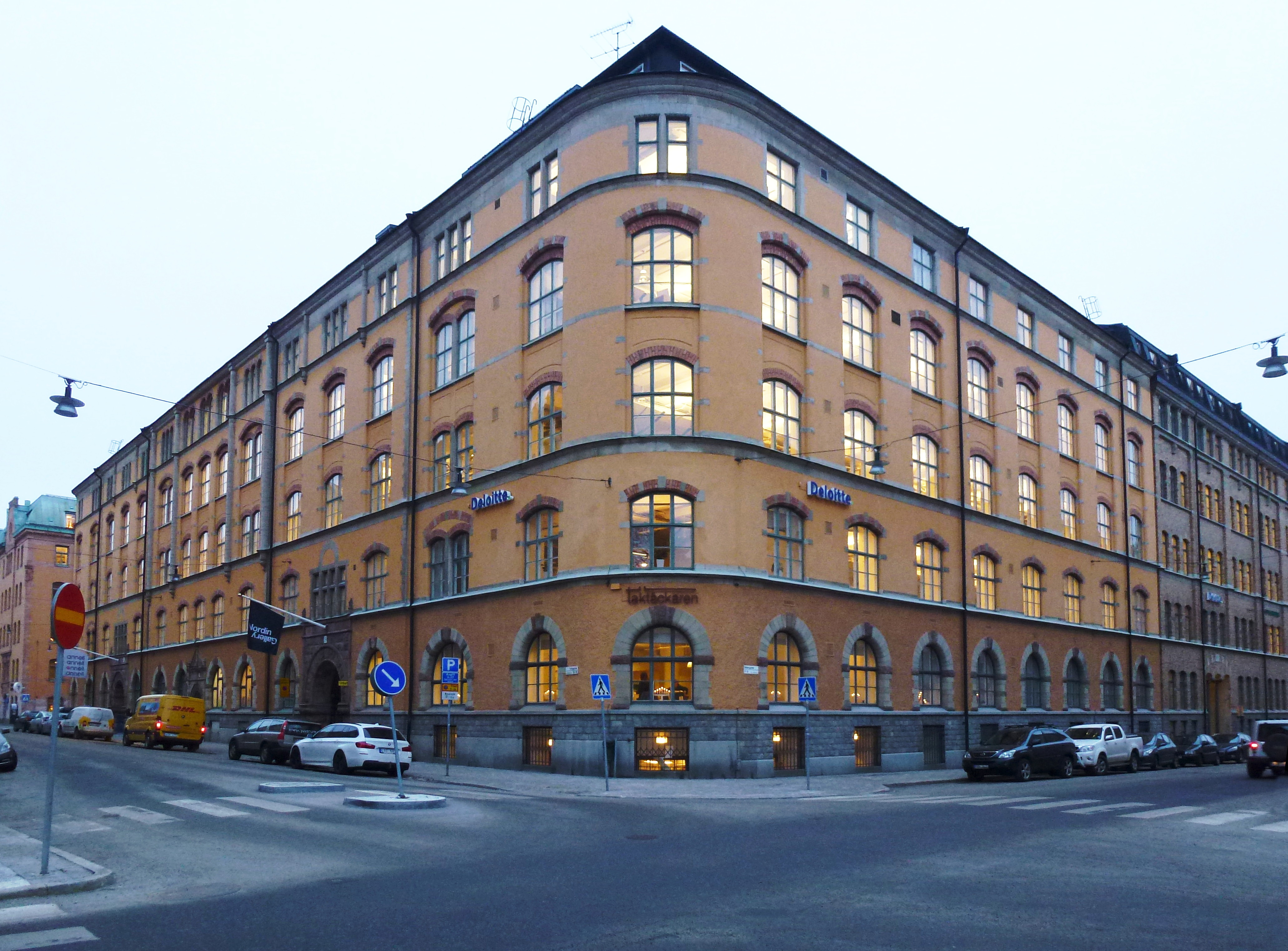
Fastigheten Taktäckaren vy  Tulegatan/Rehnsgatan

### Byggnader, nutida bilder, detaljer

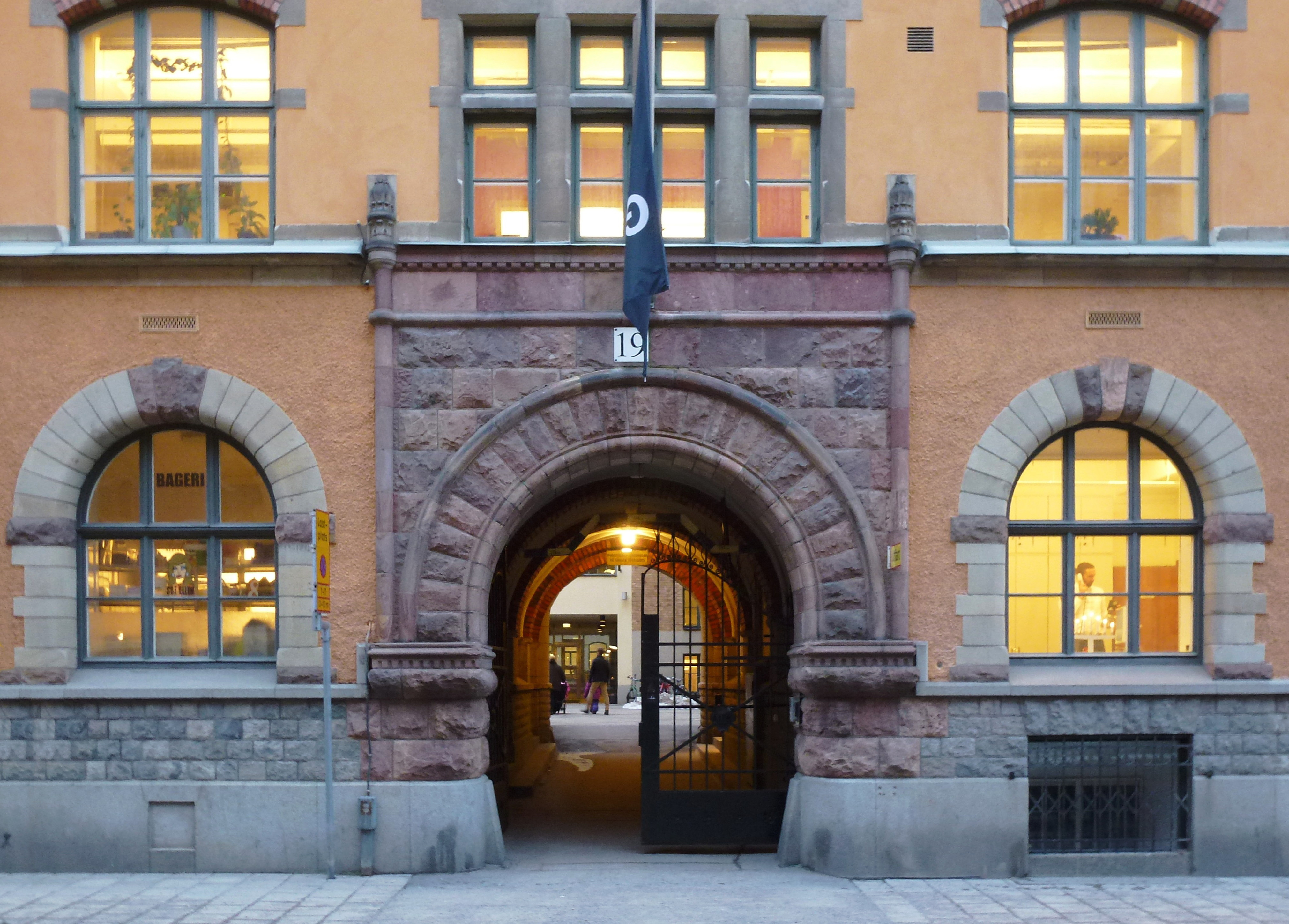
Huvudentrén mot Tulegatan
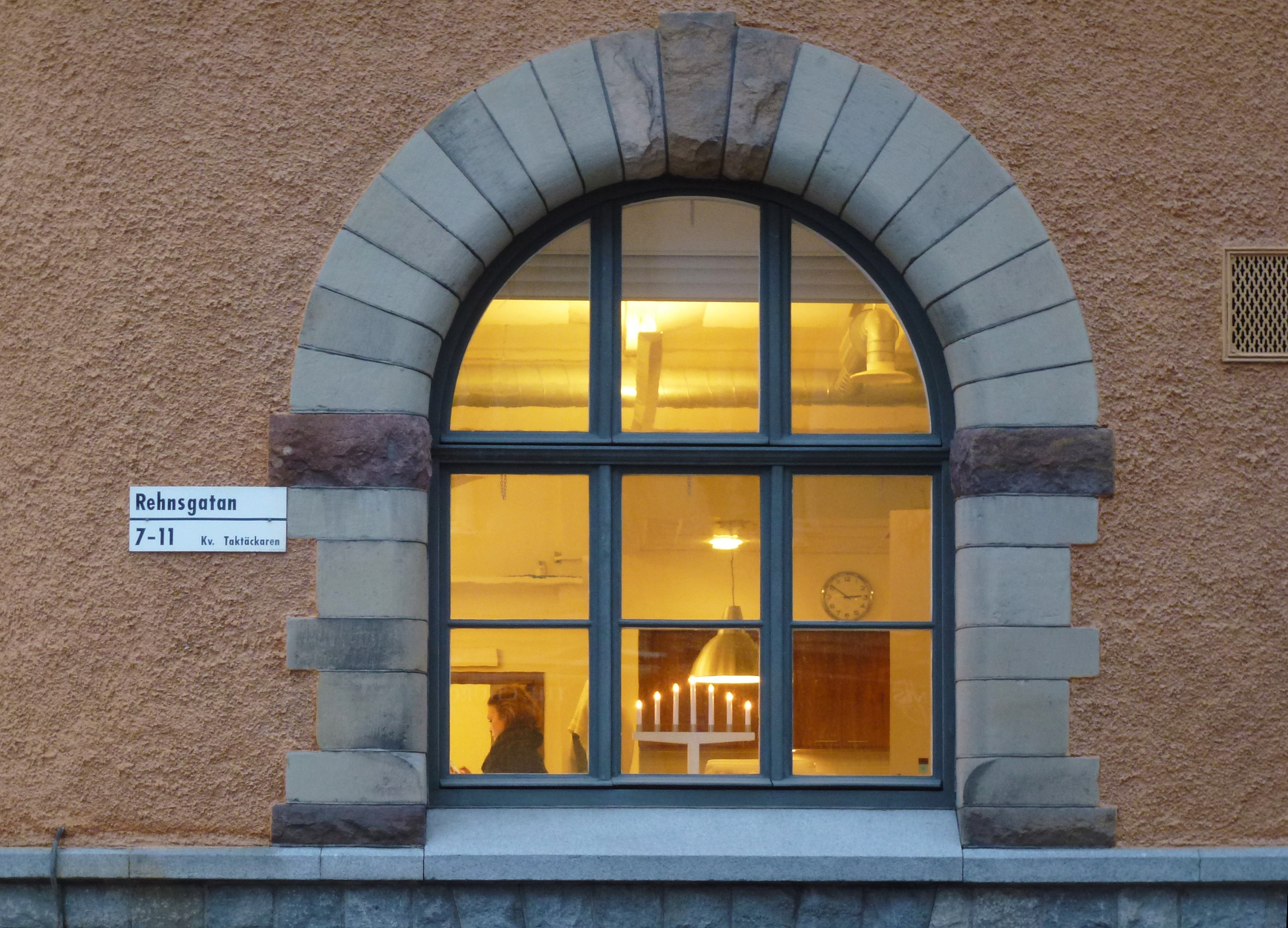
Rundbågigt fönster, bottenvåning
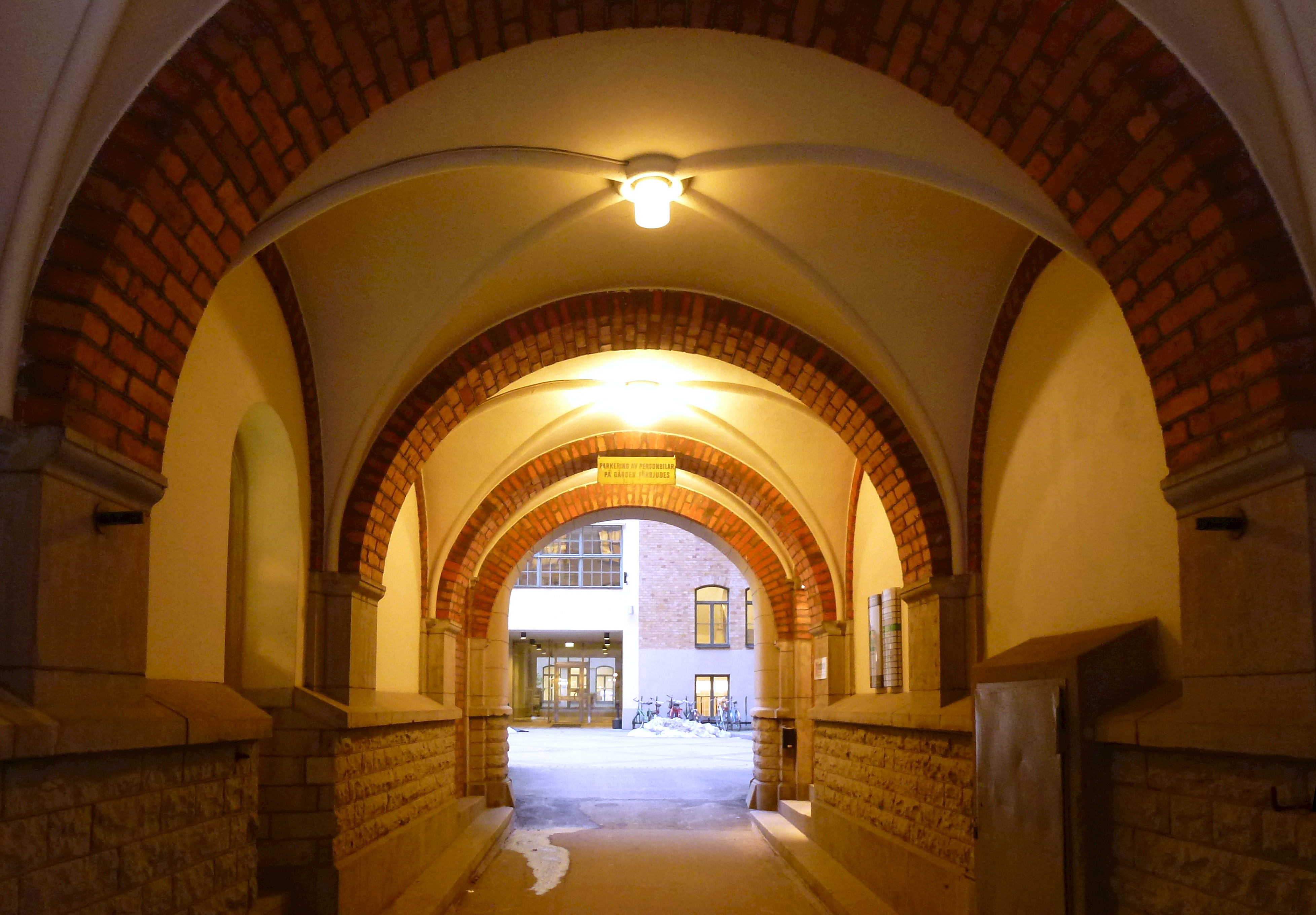
Kryssvalv i portiken
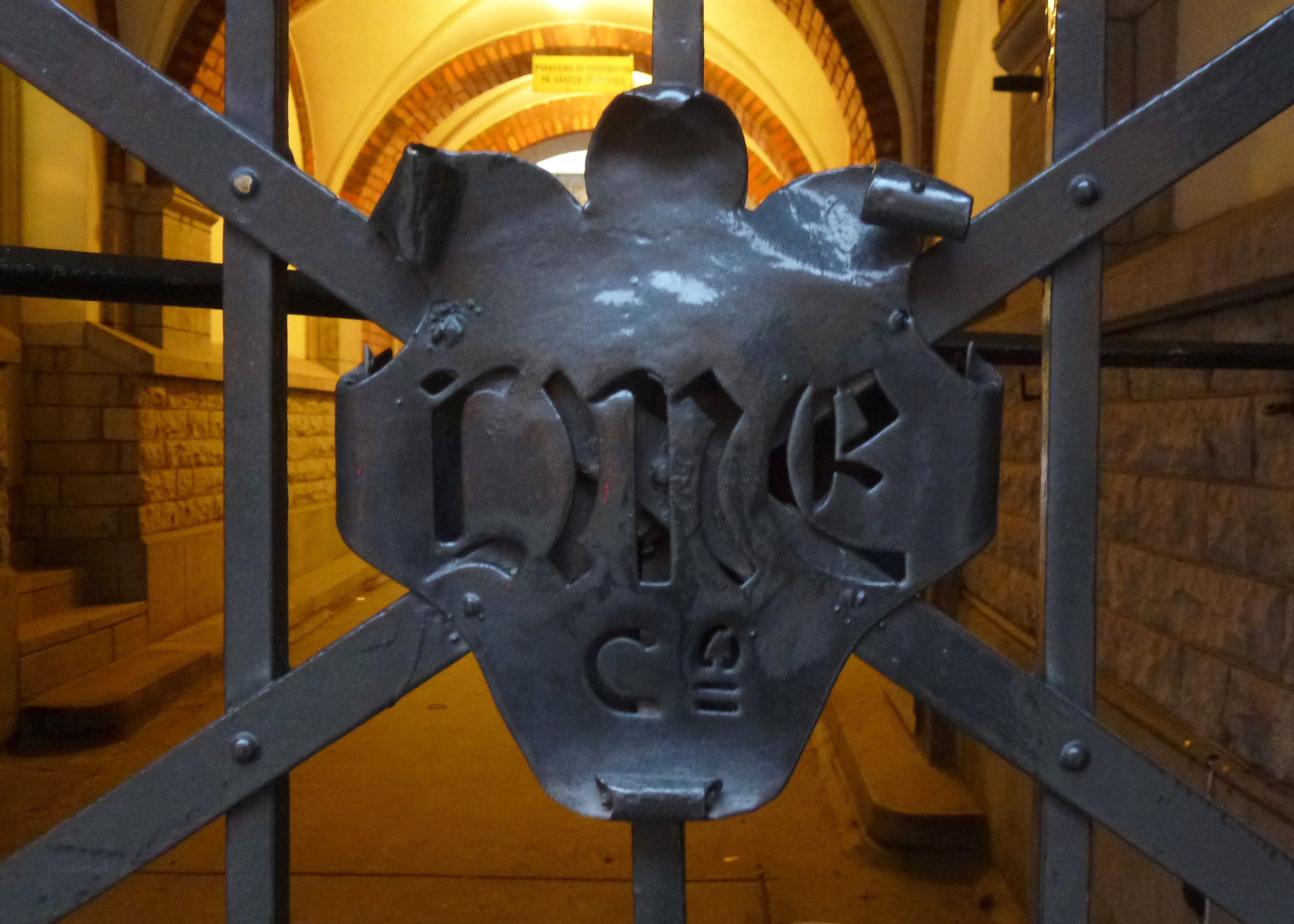
"LME Co" på smidesgrind

## Flytten
LM Ericsson fortsatte att växa och 1929 blev trångboddheten i kvarteret Taktäckaren så besvärlig att en plats för en helt ny fabrik behövdes. Valet föll på ett stort, oexploaterat markområde i Midsommarkransen i södra Stockholm, som företaget förvärvade 1930. LM Ericsson träffade ett avtal med Stockholms stad som skulle anlägga nödvändig infrastruktur, medan LME åtog sig att bygga fabriken, som ritades av arkitekt Ture Wennerholm. Flytten till LM Ericsson-byggnaden vid Telefonplan fördröjdes några år på grund av den Stora depressionen på 1930-talet och genomfördes slutligen under 1940.
Längs Södertäljevägens nordvästra sida uppfördes 1968–1974 Ericssons senaste tillskott i Västberga; ett stort tegelkomplex innehållande laboratorier, undervisningslokaler och kontor. Anläggningen ritades av arkitekt Anders Berg Arkitektkontor, som även stod för LM Ericsson-byggnaden, Kungens kurva, klart 1977.

## Efter 1940-talet
År 1941 köptes fabriksfastigheten Taktäckaren 2 av Stockholms stad och ombyggdes till hantverkshus. När byggnaderna övertogs gjordes en genomgripande renovering och upprustning med bland annat nya installationer och hissar. Efter en större ombyggnad utförd av dåvarande ägaren John Mattson fastigheter belönades  kvarteret Taktäckaren i mars 2005 med första priset i Årets Byggen, kategori ”Årets ombyggnad 2004”. I juli 2012 förvärvades Taktäckaren 2 av Axfast för strax över en miljard kronor. Fastigheten har en bruksarea på totalt 23 500 m² uthyrningsbar area och inrymmer kontor, hantverkslokaler, butiker, restaurang och ett 30-tal bostäder. Största enskilda hyresgäst är för närvarande revisionsbyrån Deloitte.
Fastigheterna i kvarteret Hälsan omvandlades efter flytten till kontor, men är idag bostäder.